# Parque Natural Municipal do Morro do Pai Inácio
O Parque Natural Municipal do Morro do Pai Inácio é uma área de proteção da cidade de Palmeiras, no estado brasileiro da Bahia, que foi criado em 2015 para a proteção da área na qual se localiza o Morro do Pai Inácio.
Em dezembro de 2020, após um período de fechamento em razão da pandemia de Covid-19, o local foi reaberto à visitação, exigindo-se medidas protetivas. O turismo foi uma das atividades mais afetadas na região, e o PNM foi um dos últimos a reabrir aos turistas.
Em 2021 a administração realizou vistoria para analisar a situação do lugar, visando melhorias para o atendimento aos visitantes, sobretudo no que diz respeito às instalações sanitárias.
Em 2022 a prefeitura de Palmeiras publicou um edital de chamamento público com o fim de celebrar convênio para o monitoramento ambiental do parque, de modo a realizar ações de "monitoramento dos visitantes, na manutenção das trilhas de acesso e na segurança do trajeto guiado, na orientação sobre o descarte correto dos resíduos sólidos e no que é e não é permitido fazer no local".
Em 2018 escadas de madeira foram instaladas na posições mais íngremes, a fim de facilitar o acesso dos turistas ao cume do Morro, embora ambientalistas protestassem falando que a obra tornaria artificial a paisagem do lugar, enquanto outros reclamavam contra a existência de uma torre de telefonia na área, que gera poluição visual.
O Parque possui o orquidário mais famoso da Chapada. Durante um incêndio que afetou a região o lugar foi preservado, contando para tanto com a ação da brigada anti-incêndio e voluntários.

## Registro da flora local

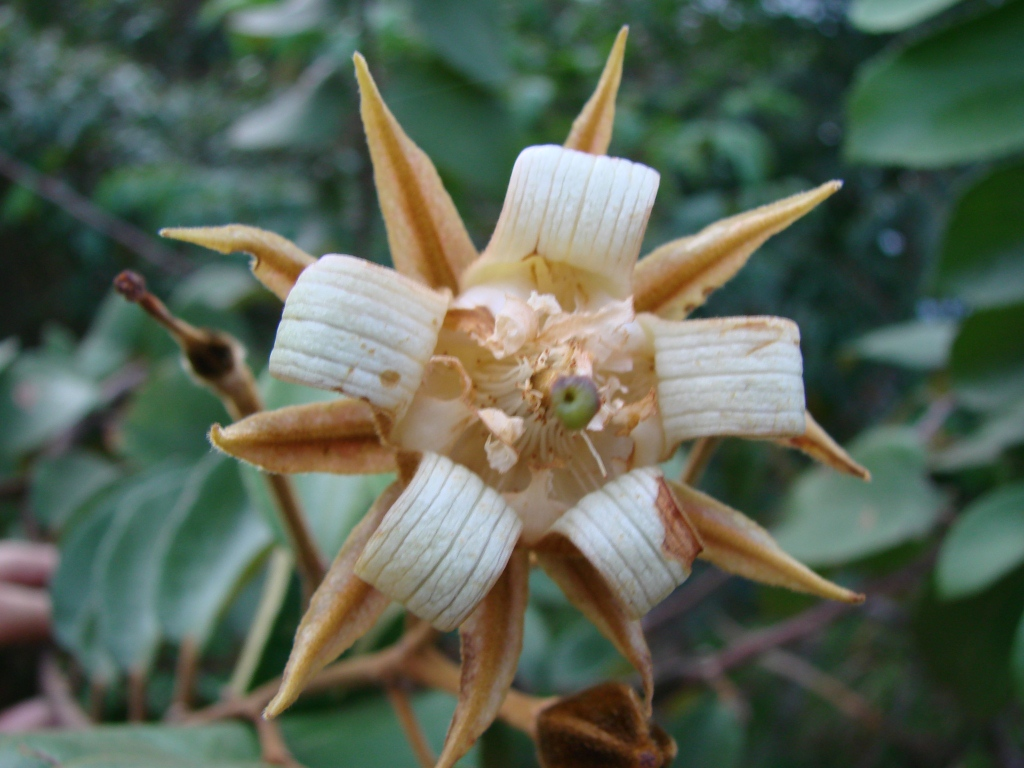
Luehea grandiflora
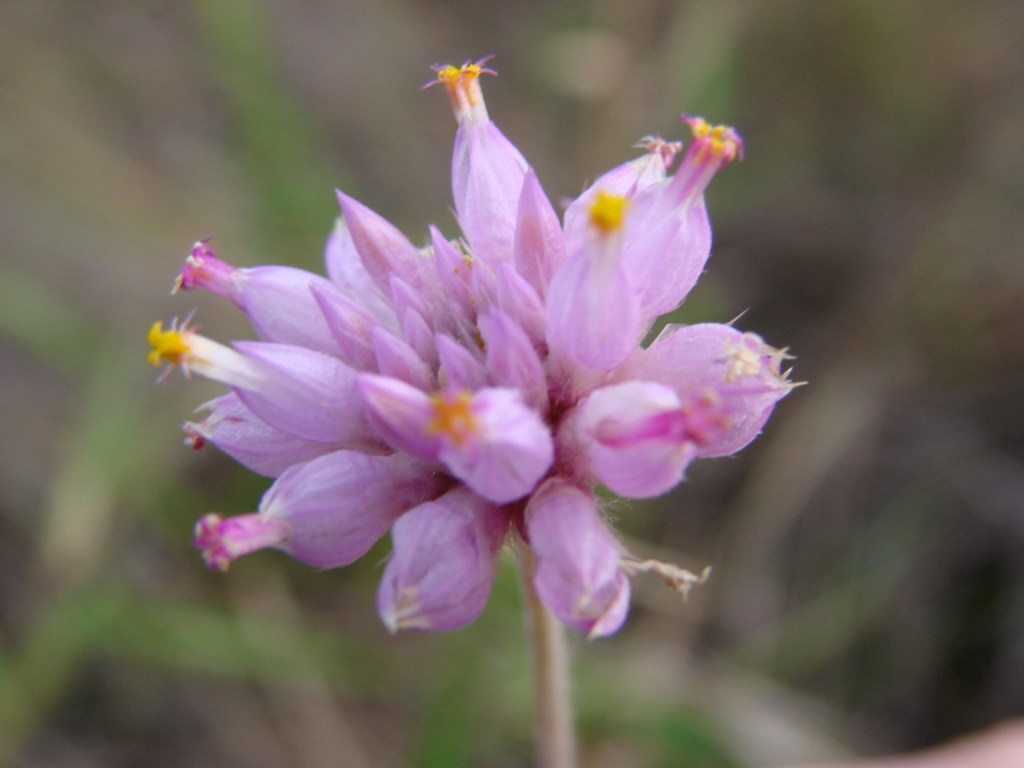
Gomphrena mollis
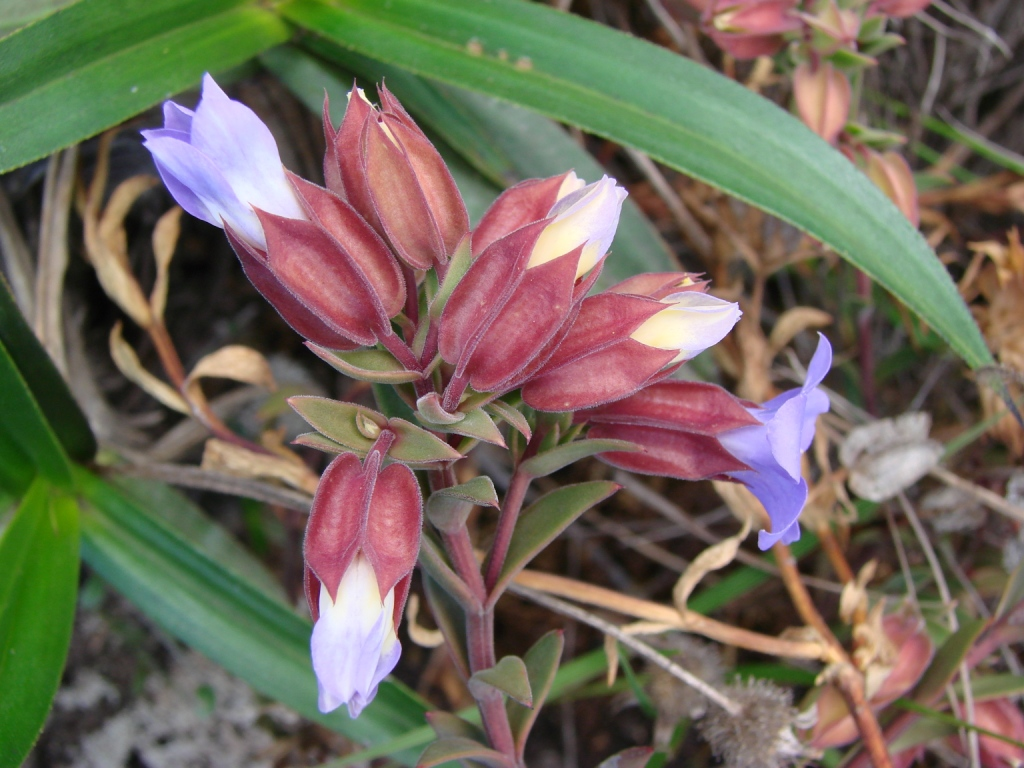
Schultesia pachyphylla
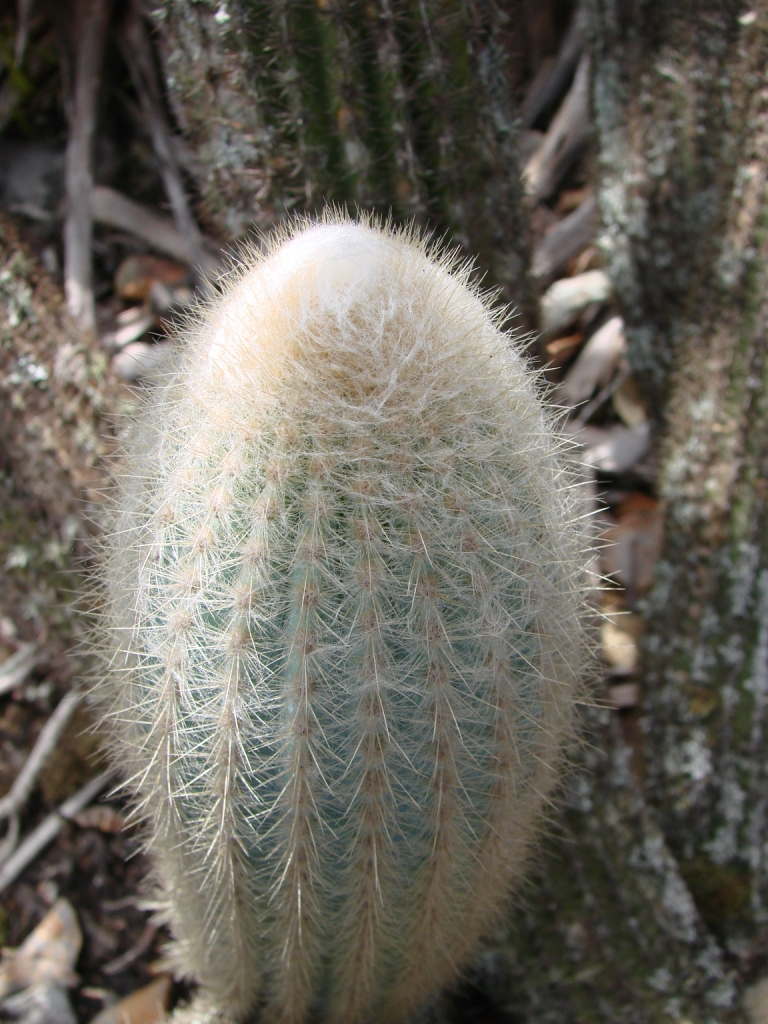
Micranthocereus purpureus
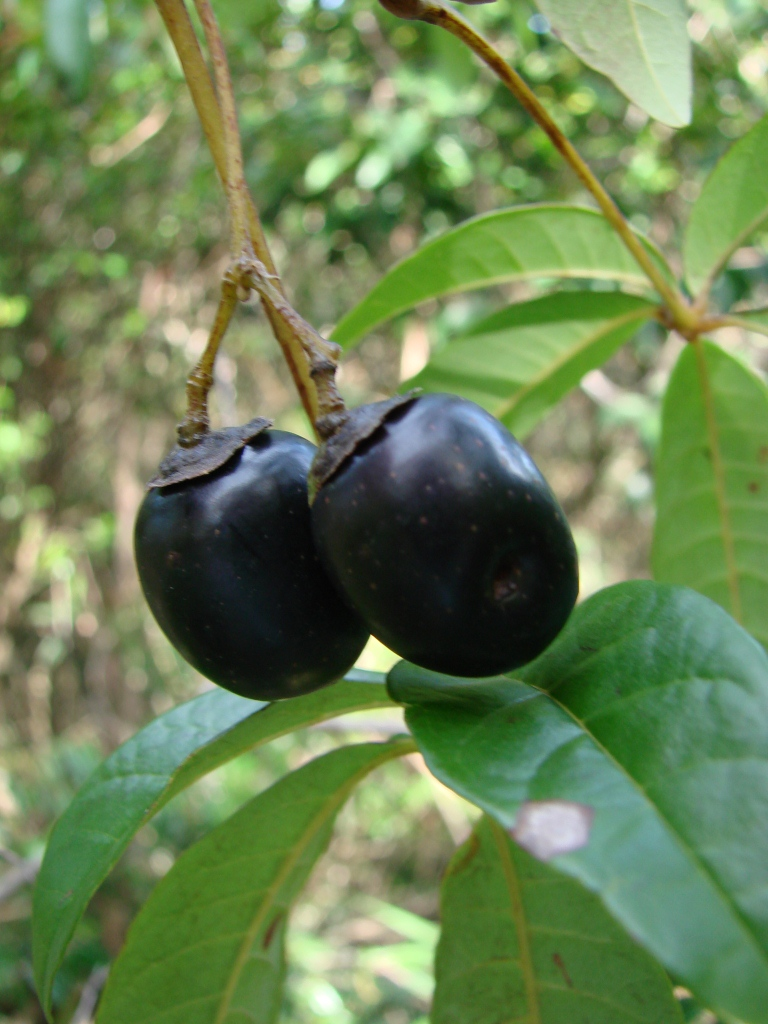
frutos de Vitex megapotamica